# Білогорське князівство
Білогорське князівство — мансійське політичне об'єднання в Західному Сибіру, що утворилася в кінці XV століття. Тривалий час було васалом Сибірського ханства. У 1583 році підкорено Московським царством.

## Історія
Стосовно ранньої історії Білогорського князівства замало відомостей. Обіймала території, розташовані від гирла Іртиша вгору по Обі. Утворилося після послаблення Тюменського ханства внаслідок поєднання декількох мансійських дрібних князівств. З 1496 року було спочатку союзником Іскерського юрту. На відміну від інших князівств зберігало союзницькі стосунки з Кодським князівством. Столицею було Тунгпох-вош.
Така співпраця з кодичами та сибірськими татарами сприяли поступовому піднесенню Білогорського князівства. Набуло широкої відомості серед югорських народів завдяки своїм поганським святилищам і оракулам для вогулів (мансі) і остяків (ханти). Найвідомішим ідолом був так званий «Білий шайтан». Торговці з цієї держави активно брали участь у посередницькій торгівлі між північними хантськими та мансійськими державами та ханствами сибірських татар. У 1563 році визнало Кучума новим володарем Сибірського ханства. Найбільшої потуги князівство набрало у 1570 — поч. 1580-х років — у правління князя Сӑмара, який став великим князем (маг-коки), об'єднавши 8 навколишніх князівств. Потуга останнього було настільки велика, що навіть столицю князівства називали Самар-містечко, а саме князівство — Самарським.
У 1583 році, після поразки Кучума від Єрмака, козаки на чолі із Миколою Паном рушили на північ. Неподалік від впадіння Іртиша до Обі відбулася запекла битва, в які війська білогорського князівства зазнали нищівної поразки (перш за все завдяки знищенню Білого шайтана), а князь Самар загинув. Після цього землі князівства були передані Алачею, кодському князю. У столиці князівства козаки провели тиждень і призвели до «шерті» (присяги) місцеве населення. У 1586 році білогорські мансі повстали, але зазнали поразки від воєводи Івана Мансурова.
Нащадки князя Самара, зберігали в Кодськом князівстві родовий статус малого князя до 1630-х рр. З них Таїр Самаров у 1609 році брав участь у змові кодських та обдорських князів проти московського панування. У 1628–1629 роках «найкращою людиною» в Білогірській волості ще вважався Байбалак Самаров. Але вже в 1635–1636 згадується Коял Самарою як рядовий общинник.